# 東風 (ミサイル)
東風 (とうふう、簡体字: 东风; 繁体字: 東風; 英語: Dongfeng ドンフォン) は中華人民共和国（以後 中国）によって運用される一連の中距離/大陸間弾道ミサイルである。東風の文字は短縮されて"DF"と表記され、そのため東風9号はDF-9と表記される。米領グアムを射程範囲内としているため、「グアム・キラー」と呼ばれている。

## 歴史
1950年のソビエト連邦（以後 ソ連）との友好関係樹立後ソ連は中国の軍事研究開発を指導し、技術文書、生産設備及び、ソ連製兵器のライセンス生産により支援した。弾道ミサイルの分野においてソ連はR-1 (SS-1)、R-2 (SS-2)、とR-11Fを中国に移転した。
中国最初の弾道ミサイルはロシアの設計を原型とした。以来、中国は多くの弾道ミサイルとロケット技術を開発した。人工衛星の打上げに使用される長征ロケットは東風ミサイルを源流とする。

## 東風ミサイル

### 東風1号 (SS-2)

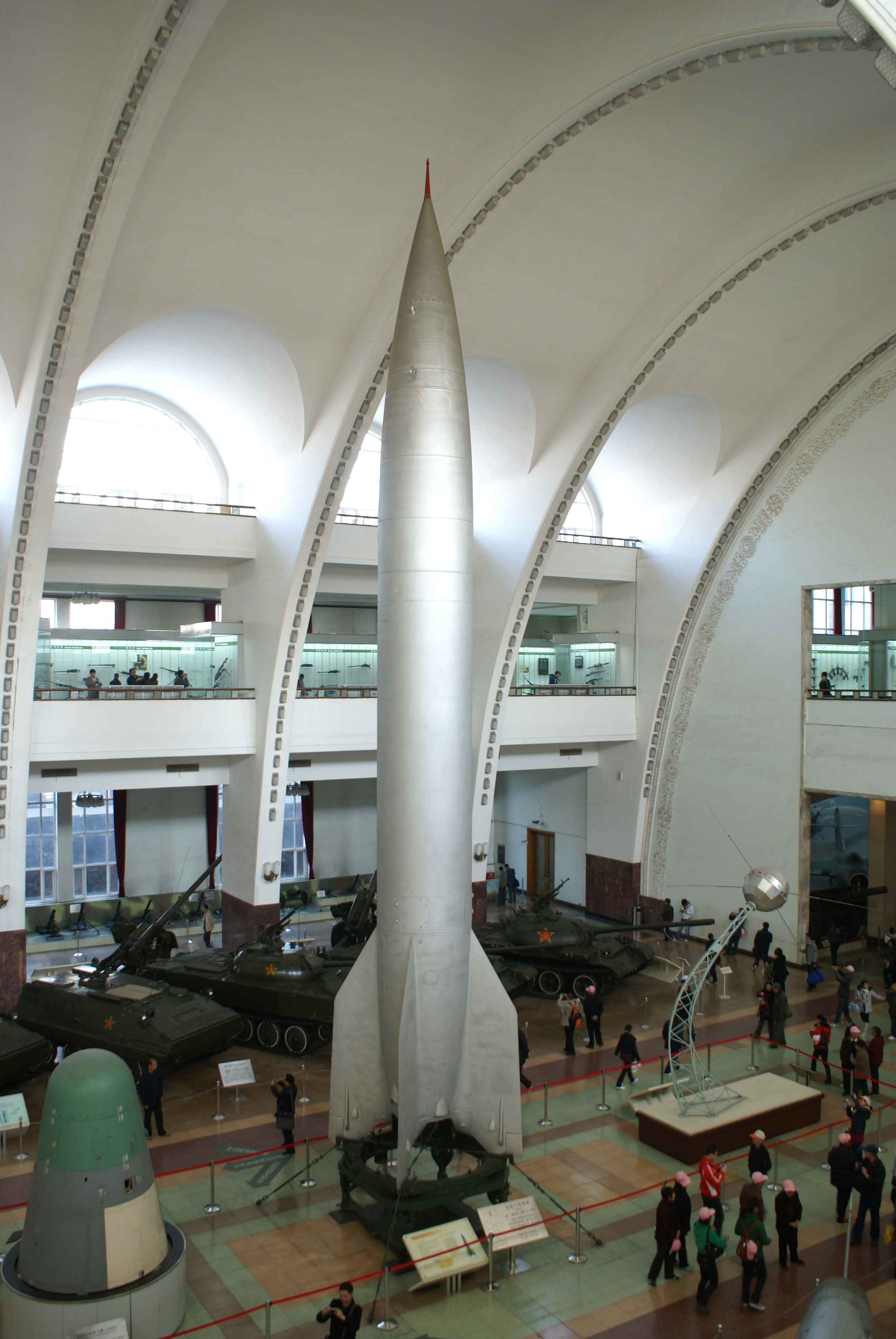
東風1

最初の東風ミサイルである東風1号はソ連のR-2 (SS-2 Sibling)ミサイルのライセンス許諾を受けた複製である。
東風1号は1基のRD-101ロケットエンジンを備え、燃料としてエチルアルコールを使用し、液体酸素(LOX)を酸化剤とする。ミサイルの最大射程は550 kmで積載量は500 kgである。
1960年代に限られた数の東風1号が生産され、既に引退した。

### 東風2号 (CSS-1)

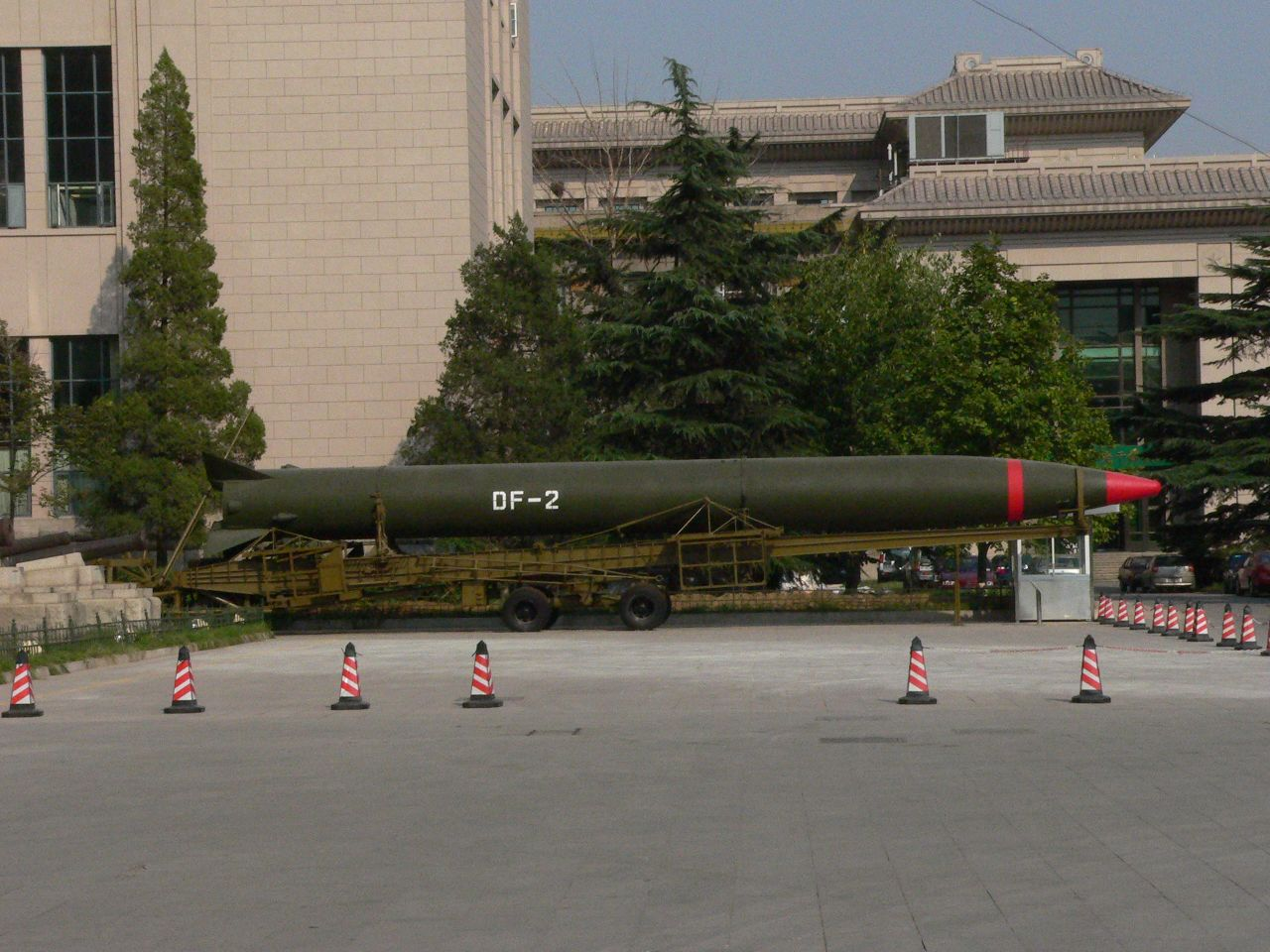
北京軍事博物館に展示される東風2 (CSS-1)

東風2号は射程1,250 kmで15-20 ktの核弾頭を備えた中国の最初の中距離弾道ミサイルである。西側諸国では地対地ミサイルとしてCSS-1として識別される。
西側の観測者には東風2号はその外見、射程、エンジン、積載量により長年、ソ連のR-5 Pobeda (SS-3 Shyster)の複製であるとみなされた。現在ではR-5に関する文献が1950年代末にソ連から中国に運ばれた事が知られる。  しかし、複数の西側の著者達は今尚、中国の専門家である林爽、屠守鍔、任新民、黄緯禄、謝光選、梁思礼（梁啓超の子）、劉伝儒、劉元らによる設計に属するとみなす。
最初の東風2号は1962年の打上げに失敗して東風2号Aに改良された。東風2号Aは1966年に実施された中国最初のロプノールでの核弾道ミサイル試験で使用され、1960年代末から運用された。全ての東風2号は1980年代から引退した。

### 東風3号 (CSS-2)
東風3号はしばしば中国にとって最初の"国産"中距離弾道ミサイル(IRBM)であると考えられる。
一般的なICBMの設計はソ連のR-14 Chusovayaの影響を大きく受けており第1段目はイザエフ OKB-2 (NII-88)によって開発されたС.2.1100/С.2.1150 La-350ブースターエンジンの複製そのものだった。誘導装置の開発は屠守鍔と孫家棟の両名によるものでミサイルの量産は、同様に首都機械工場 (首都机械厂)としても知られる第211工場(Capital Astronautics Co.(首都航天机械公司)が担当した。射程2,500 km の東風3号は元は重量2,000 kgの核弾頭を輸送するように設計された。より改良された射程3,000 km(ペイロードを減らした場合には~4,000 km)の 東風3号Aは1981年に開発され、高性能炸薬通常弾頭を備えてサウジアラビアに輸出され、2014年のサウジアラビアの軍事パレードで公開された。それらの射程は2,810 kmでグアムまでは不足するが、2012年のアメリカ国防総省の中国の軍事力に関する報告では射程は3,300 kmでグアムを充分に射程圏内に納めるとされる。
2013年の国防総省の報告において中国の軍事力の懸念で東風3号は射程3,300 kmでグアムは東風3号の射程内に収まるとされる。 全ての東風3号/東風3号Aは2010年代半ばに引退して東風21号に置き換えられる予定である。

### 東風4号 (CSS-3)
東風4号 "Chingyu"は射程5,550-7,000 kmで積載量2,200 kg(3 Mt 核弾頭)の中国初の2段式弾道ミサイルである。1960年代末にモスクワとグアムへの打撃能力を目的として開発された。
東風4号ミサイルは同様に中国初の人工衛星打上げ機である長征1号の原型になった。
およそ20基の東風4号が現役で2010年から2015年に東風31号によって置き換えられる予定である。

### 東風5号 (CSS-4)
東風5号は3メガトン(Mt)の核弾頭を最大12,000 kmまで運搬するように設計された大陸間弾道ミサイル(ICBM)である。東風5号はサイロに格納された2段式ミサイルでロケットは人工衛星打上げに使用される風暴1号(FB-1)の原型になった。
ミサイルは1960年代に開発されたが1981年まで運用されなかった。改良型の東風5号Aは1990年代に生産され射程は(>13,000 km)である。現在は推定24-36基の東風5号Aが中国の最一線のICBM 戦力として運用中である。

### 東風11号 (CSS-7)

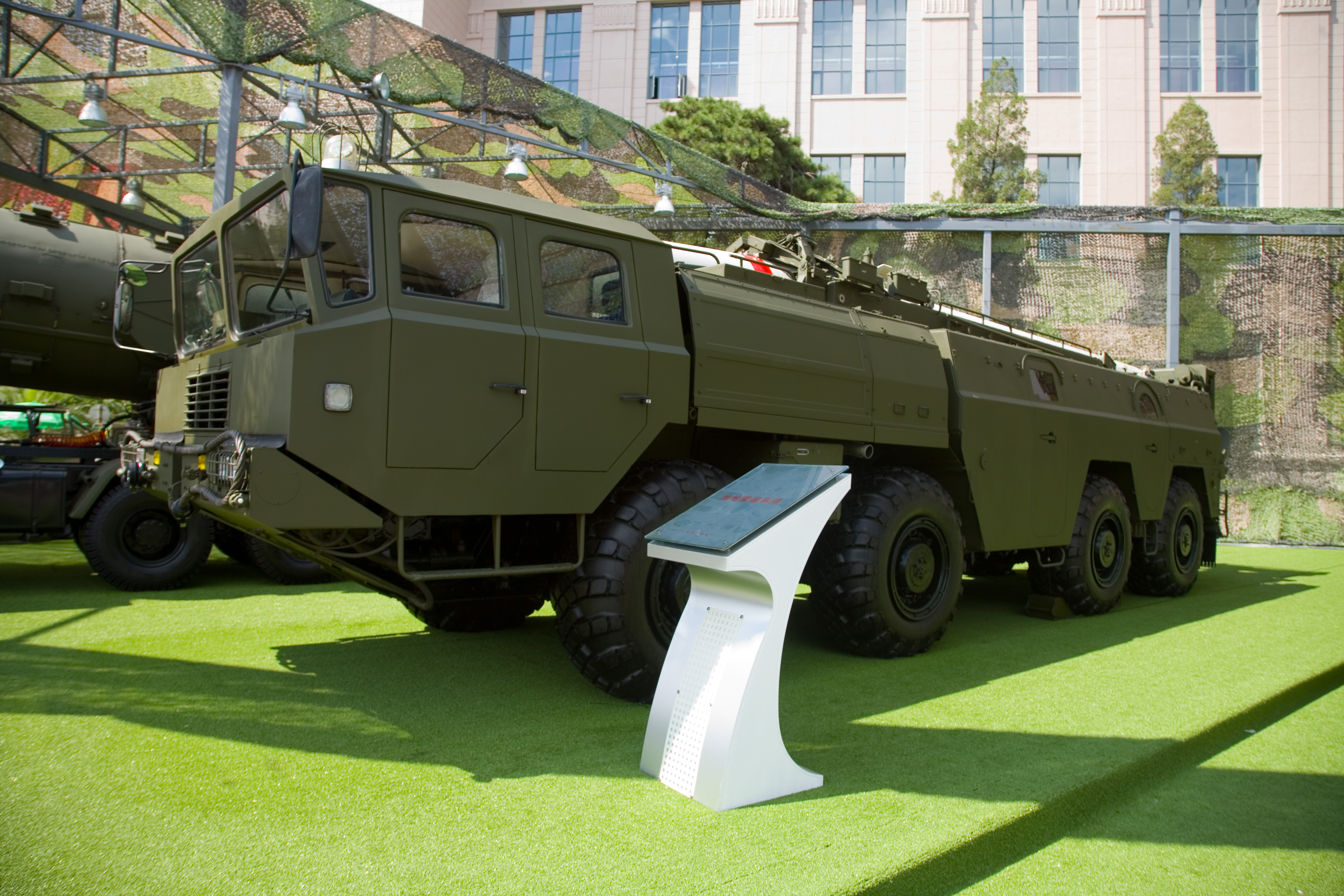
A DF-11 TEL.

M-11 (輸出型)としても知られる東風11号は車両輸送可能な短距離弾道ミサイル (SRBM)は(066 基地としても知られる) 三江ミサイル会社のWang Zhenhuaによって1970年代末に設計された。
それまでの中国の弾道ミサイルとは異なり、東風11号は固体燃料を使用するので大幅に打上げ準備時間を短縮する(15-30分)。東風5号のような液体燃料ミサイルでは打上げ準備に最大2時間必要である。東風11号の射程は300 kmで積載量は800 kgである。改良された派生型の東風11号Aでは射程は825 km未満である。 M-11の射程はミサイル技術管理レジーム(MTCR)の規定に抵触しない。
東風11号の配備数は500から600基であると推定される。

### 東風12号 (CSS-X-15)
東風12号は以前はM20として知られたSRBMである。識別符号の変更は中国人民解放軍第二砲兵部隊の要求で戦術核弾頭を装備できるように転換されたからである。ロシアの9K720イスカンヂェールミサイルに酷似しているものの、ロシアやソ連から購入したものではない。
9K720のように東風12号はミサイル防衛システムから生き残れるように最終機動を含む欺瞞装置を備える。報告された射程は280 km (170 mi)で慣性誘導装置と北斗航法衛星で精密に誘導される。
東風12号は重量880 lb (400 kg)の弾頭をクラスター爆弾、焼夷弾、貫入弾、高爆発性炸薬改良型弾頭を運搬可能である。

### 東風15号 (CSS-6)

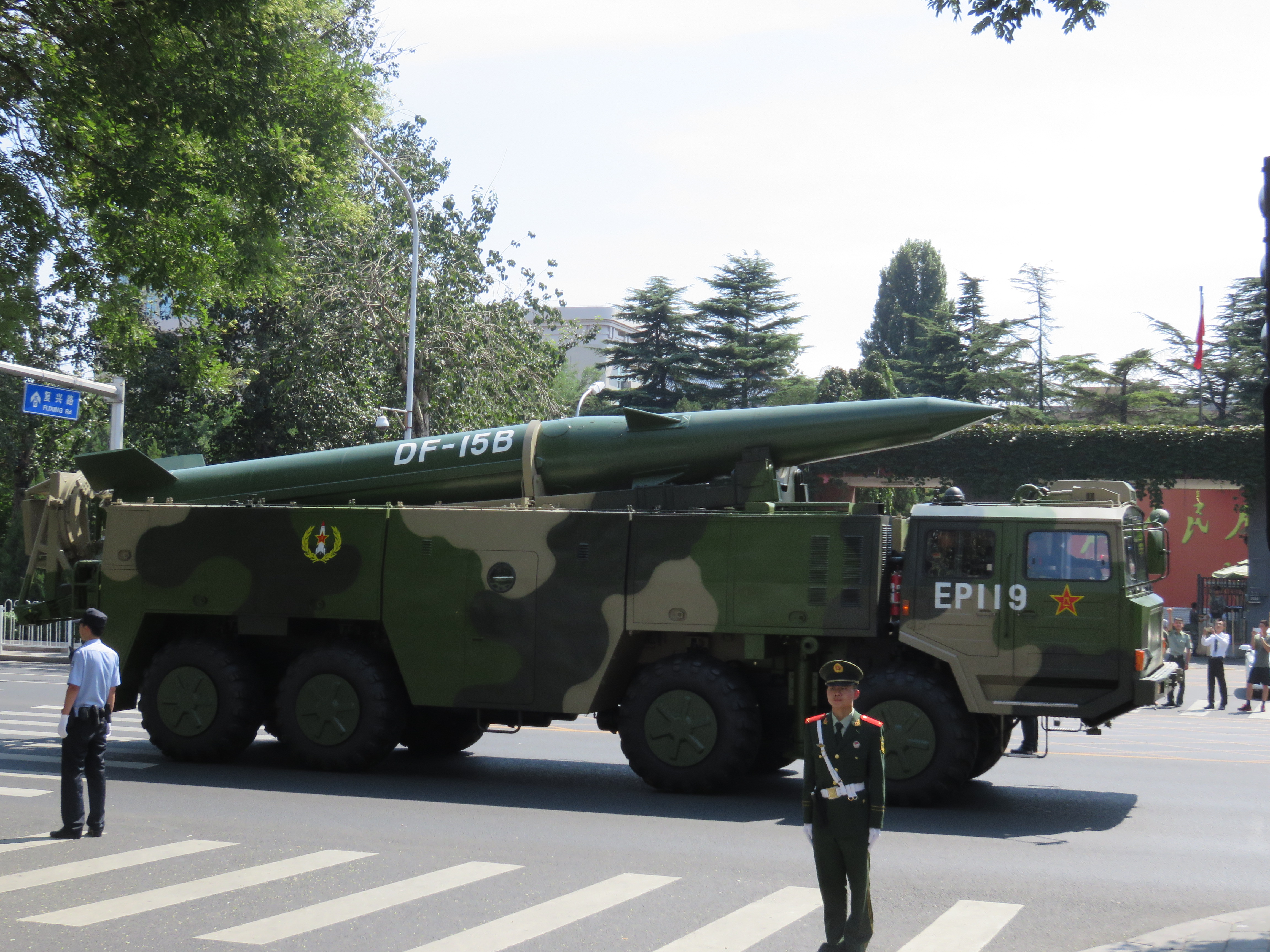
東風15B

M-9 (輸出用)としても知られる東風15号は以前は第5航空宇宙研究所として知られたCASC 航天動力技術研究院(ARMT)によって開発された。ミサイルは射程600 km でペイロード500 kgの単段式の固体燃料SRBMである。
1995-1996 台湾海峡危機で中国人民解放軍は6機の東風15号をミサイルの能力を実演する為に"演習として"発射した。東風15号は輸出されるが、射程がミサイル技術管理レジーム(MTCR) 協定に抵触するので現在は東風15号は輸出されない。
約300-350基の東風15号が現在中国人民解放軍第二砲兵部隊で運用中であると見られる。

### 東風16号

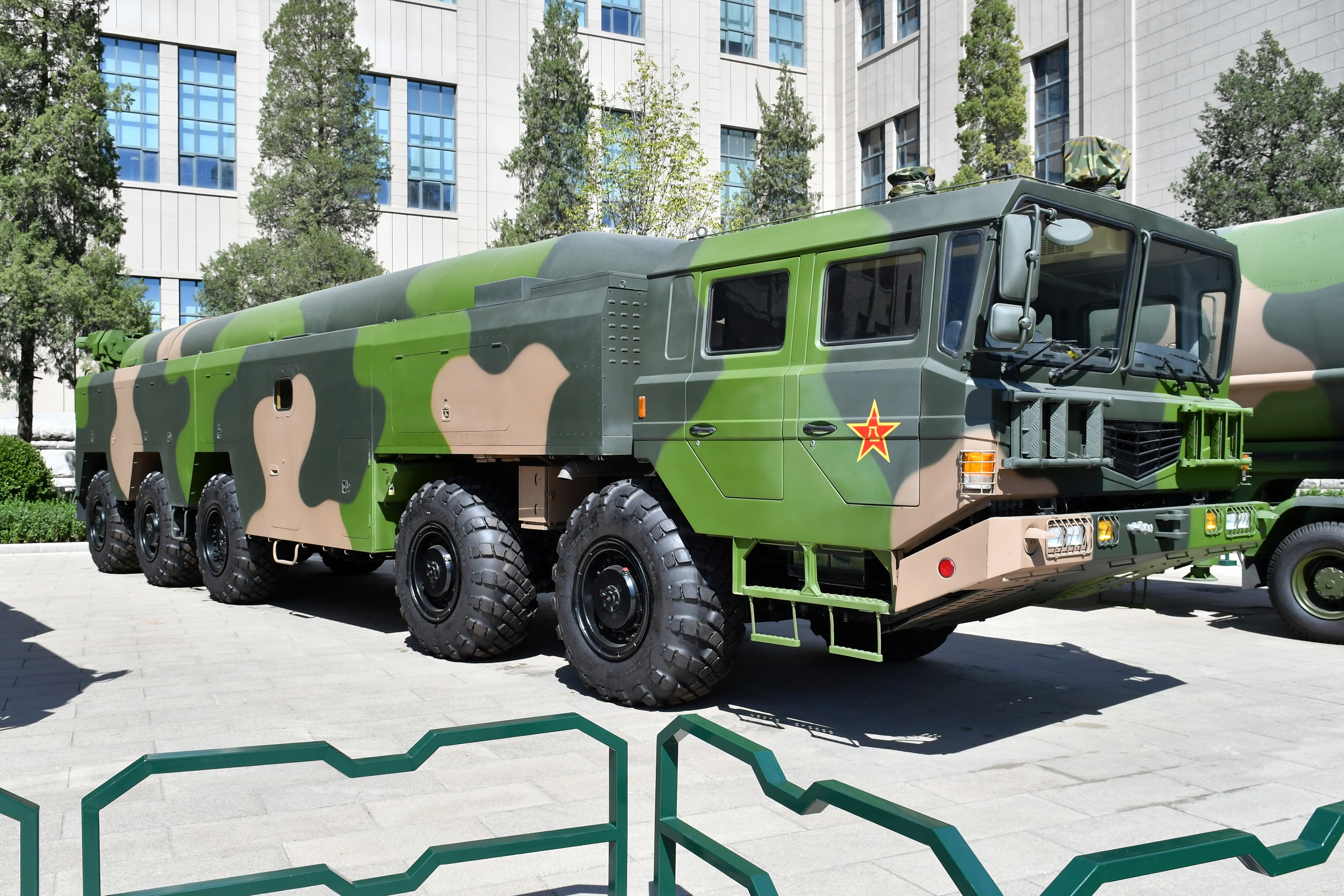
北京軍事博物館に展示される東風16

東風16号は東風15号よりも新しく射程(800  kmから1,000 km)が長い。
2011年3月16日、台湾は公式に台湾は中国がミサイルを配備し始めた事を信じると発表した。東風16号はMIM-104 パトリオット PAC-3のような弾道弾迎撃ミサイルシステムによる迎撃がより困難なので台湾への脅威が増した。射程が拡大された事で降下前にミサイルの上昇高度を上げなければならないので、再突入時に重力によりPAC-3で効果的に迎撃できる速度よりも高速に加速される。

### 東風17号
2018年12月、香港明報は、同年11月1日に酒泉衛星発射センターから打ち上げた試験ロケットが東風17号であると報じ、翌2019年10月1日に中華人民共和国建国70周年記念の軍事パレードで量産された東風17号が公開され、世界で最初に配備された極超音速滑空兵器とされた。

### 東風21号 (CSS-5)

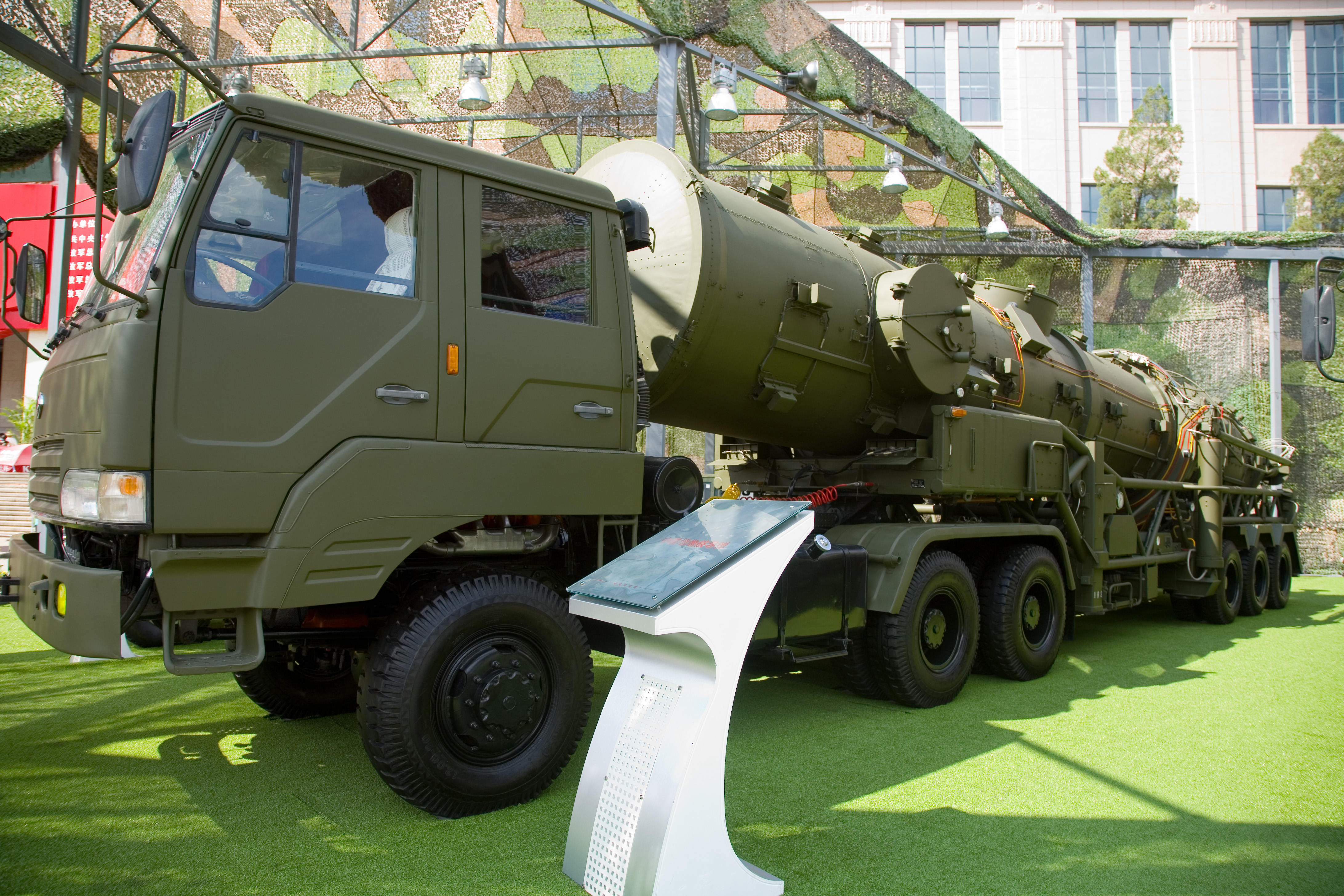
東風-21A

東風21号は1970年代末に第2航空宇宙研究院(現在の中国 Changfeng 機械電子技術院)で開発された2段式固体燃料中距離弾道ミサイル(MRBM)である。このミサイルは1個の500 kt核弾頭を最大射程2,500 kmまで運搬可能である。
東風21号は同様に潜水艦発射弾道ミサイル(SLBM)であるJL-1 (CSS-N-3)の原型でもあり、 XIA-級 SSBNで使用される。
1996年改良型の東風21号Aが導入された。2010年時点で60から80基の東風21号/東風21号A が運用中である。配備数は以降、増えている可能性がある。2007年にアメリカ合衆国がDF-3より近代的なDF-21のサウジアラビアへの配備をCIAを通じ仲介したとする報道がなされた。

### 東風25号
可動式の東風25号は射程が3,200kmの固体燃料2段式ミサイルである。開発は1996年に既に中止された。 アメリカ合衆国国防総省は2013年の議会向けの報告書で中国の軍事開発は運用中のミサイルとして東風25号は触れていない。

### 東風26号C
東風26号Cは東風26号の改良型で射程がアメリカ合衆国のグアム基地を充分に射程内に収めることの出来る2,200 mi (3,500 km)である。少数の詳細が知られるが固体燃料道路輸送式で地下の防空壕に保管され、短時間で発射できるので反撃が困難であると信じられる。
搭載可能な弾頭は通常弾頭、核弾頭や他の機動可能な対艦と極超音速弾頭である。

### 東風31号 (CSS-10)

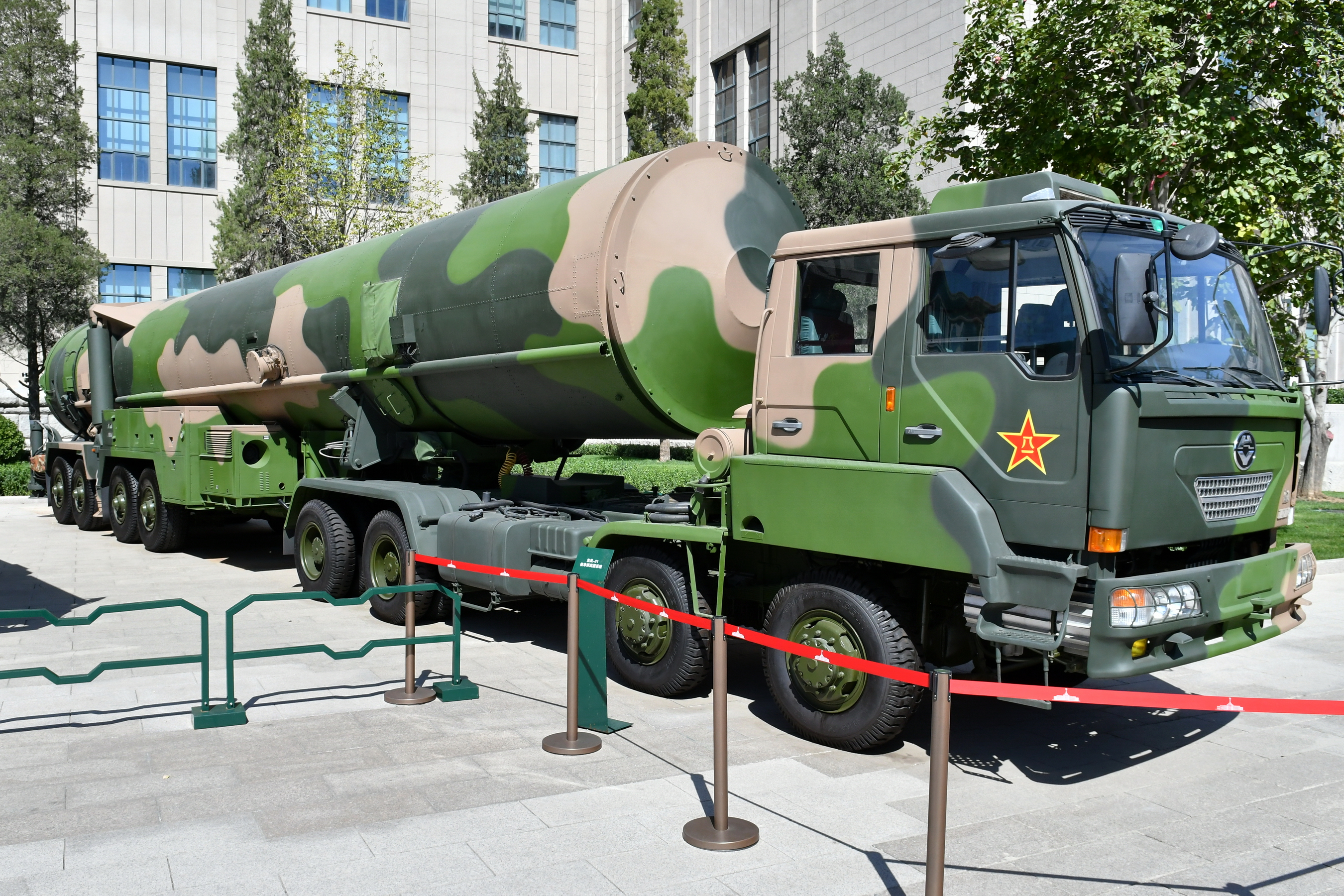
北京軍事博物館に展示される東風31

東風31号は第4航空研究所(現在のロケットエンジン技術研究所/ ARMT)で開発された中国の最新の道路輸送式固体燃料ICBMである。
東風31号の射程は8,000km以上で1個の1,000 ktまたは最大3個の20-150 kt MIRV弾頭を輸送可能である。強化型の東風31号Aでは射程が11,000km以上である。
東風31号は中国の多くの旧型ミサイルを置き換えるために開発され、新型のJL-2 (CSS-NX-4/CSS-NX-5) SLBMと同様に運用される。2009年に約30機の東風31号/東風31号Aが運用中であると推定され、この数はそれ以降増えている可能性がある。
2009年の中華人民共和国建国60周年の北京の軍事パレードで12機が展示された。

### 東風41号 (CSS-X-10)
西側の分析家達は射程12,000-14,000 kmで弾頭は単体か3基または6基か10基の MIRV弾頭を備えた東風41号として知られる次世代の大陸間弾道ミサイルを開発中の可能性があると見ている。